# Agbia
Agbia war eine antike Stadt in Nordafrika in der römischen Provinz Africa proconsularis bei Thugga im nördlichen Tunesien.
In der römischen Kaiserzeit ist Agbia für das 2. Jahrhundert als pagus und civitas belegt, um das Jahr 300 als Municipium. Agbia lag an einer Straße von Karthago nach Theveste, die durch die Tabula Peutingeriana und Meilensteine belegt ist.
Auf ein spätantikes Bistum der Stadt geht das Titularbistum Agbia der römisch-katholischen Kirche zurück.
Es sind Ruinen einer römischen Stadtanlage und einer byzantinischen Festung erhalten.